# Charleville-sous-Bois
Charleville-sous-Bois är en kommun i departementet Moselle i regionen Grand Est (tidigare regionen Lorraine) i nordöstra Frankrike. Kommunen ligger i kantonen Vigy som tillhör arrondissementet Metz-Campagne. År 2022 hade Charleville-sous-Bois 285 invånare.

## Befolkningsutveckling
Antalet invånare i kommunen Charleville-sous-Bois
| Referens: INSEE |